# Durchschnittssatz von Krull
Der Durchschnittssatz von Krull, benannt nach Wolfgang Krull, ist ein Satz aus der kommutativen Algebra, der sich mit Potenzen von Idealen eines noetherschen Rings beschäftigt. Er hat zur Folge, dass eine gewisse Topologie auf endlich erzeugten Moduln über einem noetherschen Ring hausdorffsch ist.

## Formulierung des Satzes
Es sei {\displaystyle {\mathfrak {a}}\subset R} ein Ideal in einem kommutativen, noetherschen Ring {\displaystyle R} und {\displaystyle M} ein endlich erzeugter {\displaystyle R}-Modul. 
- Für {\displaystyle \textstyle N:=\bigcap _{i\in \mathbb {N} }{\mathfrak {a}}^{i}M} gilt {\displaystyle {\mathfrak {a}}N=N}.

- Ist zusätzlich {\displaystyle {\mathfrak {a}}} im Jacobson-Radikal enthalten, so ist {\displaystyle \textstyle N:=\bigcap _{i\in \mathbb {N} }{\mathfrak {a}}^{i}M=\{0\}}.

Der Beweis ist eine einfache Anwendung des Satzes von Artin-Rees. Nach letzterem gibt es ein {\displaystyle k\in \mathbb {N} }, so dass für alle {\displaystyle i>k} gilt:
{\displaystyle {\mathfrak {a}}^{i}M\cap N={\mathfrak {a}}^{i-k}({\mathfrak {a}}^{k}M\cap N)}.
Daraus folgt für {\displaystyle i=k+1}
{\displaystyle N\subset {\mathfrak {a}}^{k+1}M\cap N={\mathfrak {a}}^{1}({\mathfrak {a}}^{k}M\cap N)\subset {\mathfrak {a}}N\subset N}
und damit die erste Behauptung. Die zweite folgt dann aus der ersten und dem Lemma von Nakayama.

## Anwendung
Ist {\displaystyle M} ein beliebiger {\displaystyle R}-Modul, so definieren die Potenzen
{\displaystyle {\mathfrak {a}}^{1}M\supset {\mathfrak {a}}^{2}M\supset {\mathfrak {a}}^{3}M\supset \ldots }
eine Nullumgebungsbasis in {\displaystyle M} und damit eine Topologie, die sogenannte {\displaystyle {\mathfrak {a}}}-adische Topologie. In dieser ist eine Menge {\displaystyle U\subset M} genau dann offen, wenn es zu jedem {\displaystyle x\in U} ein {\displaystyle i\in N} gibt mit {\displaystyle x+{\mathfrak {a}}^{i}M\subset U}.
Ist {\displaystyle M} ein endlich erzeugter {\displaystyle R}-Modul und {\displaystyle {\mathfrak {a}}} ein im Jacobson-Radikal enthaltenes Ideal, so ist {\displaystyle M} mit der  {\displaystyle {\mathfrak {a}}}-adischen Topologie ein Hausdorffraum. Sind nämlich {\displaystyle x,y} zwei verschiedene Elemente aus {\displaystyle M}, so ist {\displaystyle x-y\not =0} und daher {\displaystyle x-y\notin {\mathfrak {a}}^{i}M} für hinreichend großes {\displaystyle i}. Dann sind {\displaystyle x+{\mathfrak {a}}^{i}M} und {\displaystyle y+{\mathfrak {a}}^{i}M} disjunkte Umgebungen von {\displaystyle x} und {\displaystyle y}.